# Klinikum Darmstadt

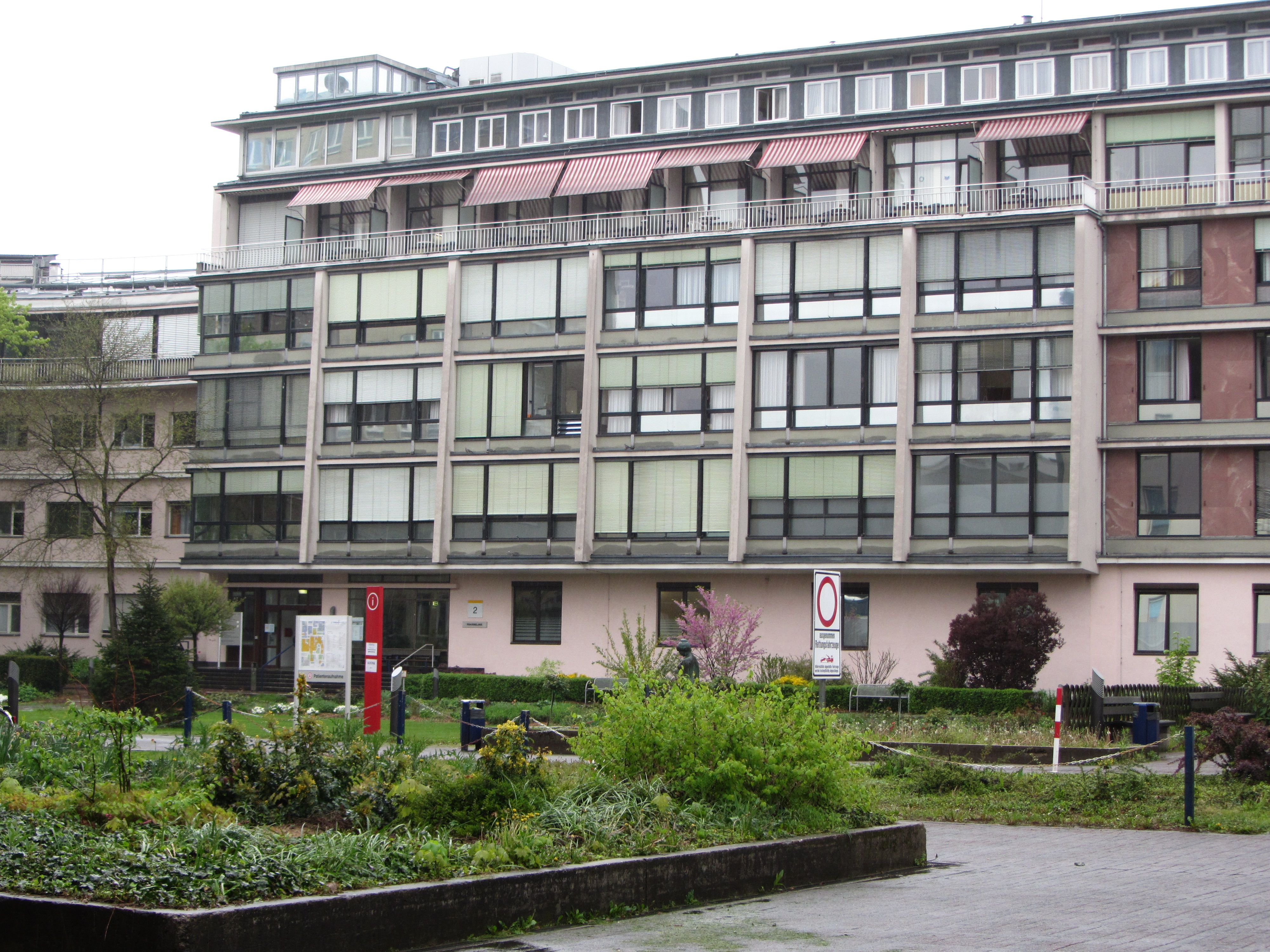
Klinikum Darmstadt (2013)

Das Klinikum Darmstadt ist ein Krankenhaus in Darmstadt und Akademisches Lehrkrankenhaus der medizinischen Fakultäten der Universitäten Heidelberg/Mannheim und Frankfurt am Main. Als kommunales Krankenhaus wird es als gemeinnützige GmbH von der Stadt Darmstadt getragen. Am Standort in Darmstadt-Mitte (Lage) gibt es 21 Fachkliniken und Institute. Zudem werden zwei Altenpflegeeinrichtungen betrieben. Mit etwa 3200 Mitarbeitern und einer Kapazität von 963 Betten werden jährlich ca. 45.000 Patienten stationär und knapp 110.000 ambulant behandelt (Stand 2019).

## Geschichte

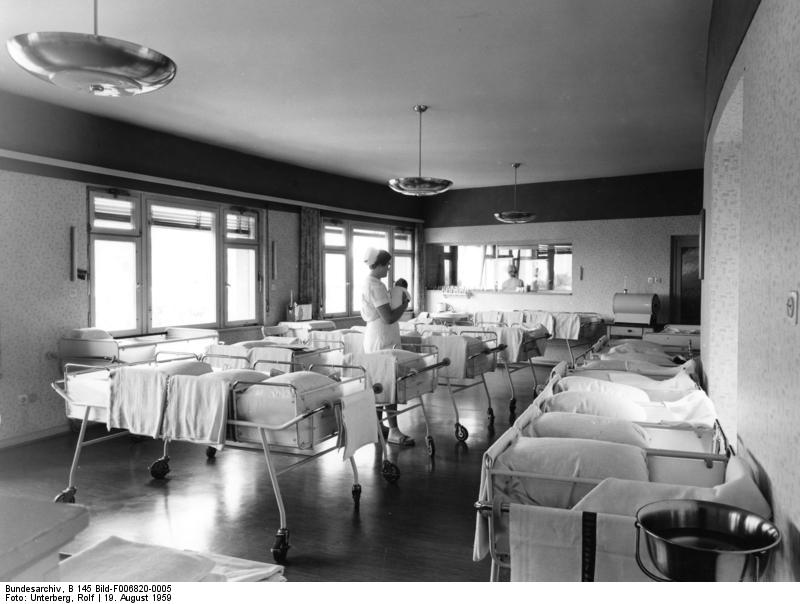
Städtische Krankenanstalten, Säuglingsraum der Frauenklinik, 1959

1612 wurde das Krankenhaus erstmals, durch Spenden finanziert, in Betrieb genommen. Vom damaligen Standort am Bessunger Tor wurde es 1808 in die Grafenstraße, auf das heutige Gelände, verlegt. 1823 wurde das Haus von der Stadt übernommen und in der Folge mehrfach erweitert. 1912, inzwischen in Städtisches Krankenhaus umbenannt, existierten bereits 500 Betten. 1944 wurde die Klinik zerstört, der Wiederaufbau nach dem Krieg wurde nach und nach vollzogen. Ein weiterer Standort in Darmstadt-Eberstadt kam hinzu. Dieser zweite Standort wurde Ende 2020 aufgegeben. Seitdem befinden sich alle Kliniken in einem Neubau auf dem Campus in der Innenstadt. 
Seit 2015 gehört das Marienhospital zum Klinikum.

## Abteilungen
- Augenklinik
- Chirurgische Klinik I – Allgemein-, Thorax- und Viszeralchirurgie
- Chirurgische Klinik II – Orthopädie, Unfall- und Handchirurgie
- Klinik für Gefäßmedizin – Gefäß- und Endovascularchirurgie und Angiologie
- Frauenklinik – Gynäkologie und Geburtshilfe
- Hautklinik
- Klinik für HNO, Kopf-, Hals- und plastische Gesichtschirurgie
- Medizinische Klinik I – Kardiologie und internistische Intensivmedizin
- Medizinische Klinik II – Gastroenterologie, Hepatopankreatologie, Endokrinologie und Pneumologie
- Medizinische Klinik III – Nieren-, Hochdruck- und Rheumaerkrankungen
- Medizinische Klinik V – Hämatologie, Onkologie und Palliativmedizin
- Neurologische Klinik
- Klinik für Neurochirurgie
- Klinik für Psychosomatische Medizin und Psychotherapie
- Urologische Klinik
- Klinik für Anaesthesiologie und operative Intensivmedizin
- Zentrum für Labormedizin
- Zentrale Notaufnahme
- Institut für Pathologie
- Institut für Radiologie, Neuroradiologie und Nuklearmedizin
- Institut für Radioonkologie und Strahlentherapie[3]

## Sonstiges

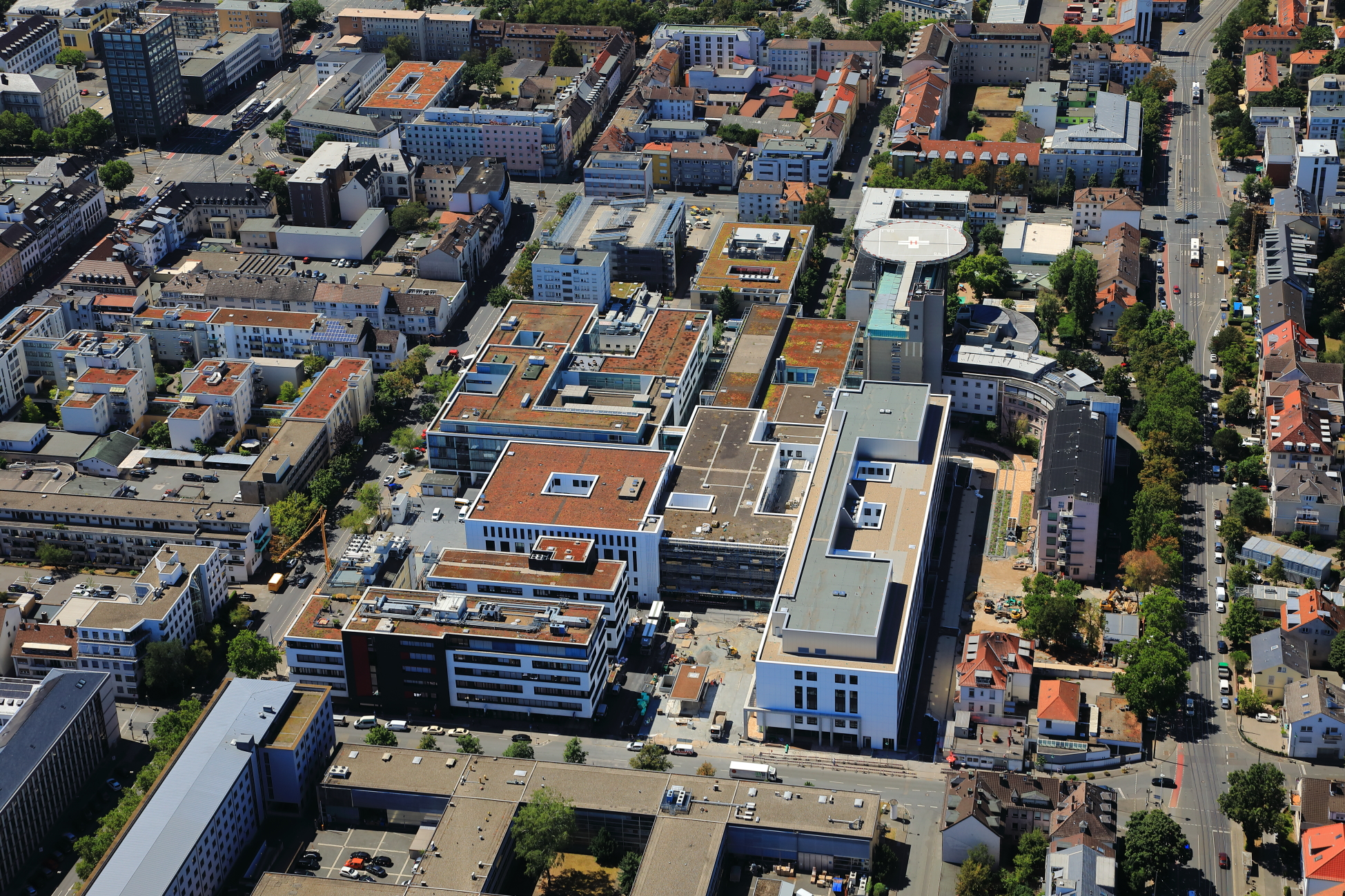
Luftbild Juni 2020

Das Gebäude der Frauenklinik steht, als sogenannter „Meisterbau“ von Otto Bartning erbaut, unter Denkmalschutz. Das Gebäude wurde 1954 fertiggestellt.
In der alten Eingangshalle des Klinikums (Peter-Grund-Bau) befindet sich ein Mosaik von Helmut Lander.